# Holstad Station
 Ikke at forveksle med Holsted Station.
Holstad Station (Holstad stasjon) var en jernbanestation, der lå i Holsted i Ås kommune på Østfoldbanens vestre linje i Norge.
Den blev etableret som læssespor 22. marts 1897 og opgraderet til holdeplads 1. oktober 1913. I 1947 blev den opgraderet til station. Den blev fjernstyret 8. december 1972 og gjort ubemandet 1. januar 1973. Fra 28. maj 1989 havde den status som fjernstyret krydsningsspor, indtil den blev nedlagt 10. maj 1994 i forbindelse med en omlægning af banen mellem Ski og Ås.